# Chinezul Timișoara
Maillots
Le C.S. Chinezul Timișoara était un club roumain de football basé à Timișoara et aujourd'hui disparu. Il a dominé le football roumain durant les années 1920, en remportant six fois d'affilée le championnat national. Il disputait ses rencontres à domicile au Stadion Banatul, d'une capacité de 7 000 spectateurs.
Le club a disputé 13 saisons en première division, de 1921 à 1928 puis de 1933 à 1939. Dès sa première participation, lors de la saison 1921-1922, il bat un à un les clubs rencontrés lors de la phase finale et s'adjuge un titre national qu'il conservera jusqu'en 1927. Ce record de 6 titres nationaux consécutifs n'a toujours pas été battu, il a juste été égalé par le Steaua Bucarest, champion entre 1992 et 1998.
En dépit de ses succès sportifs, le club connaît une grave crise financière à l'automne 1927, qui s'aggrave encore quand le président, le docteur Cornel Lazar, décide de quitter le club, pour prendre en main un autre club de Timișoara, le Ripensia Timișoara. Le club n'a jamais retrouvé son niveau et en août 1936, le Chinezul fusionne avec le club local d'ILSA Timișoara et effectue sa dernière saison en première division en 1939.  

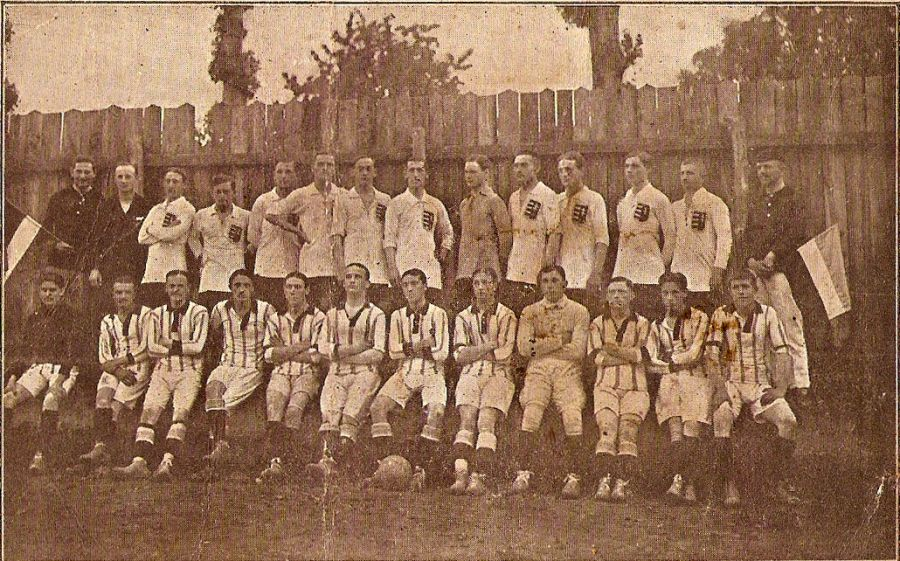
Chinezul Timișoara en 1914

À la fin de la Seconde Guerre mondiale, le club fusionne avec le CAM Timișoara. Durant une courte période, l'équipe est renommée Chinezul CAM Timișoara puis simplement CAM Timișoara à partir de 1946. Ce dernier changement est aussi synonyme de disparition du football roumain.

## Palmarès
- Champion de Roumanie : 6
  - 1922, 1923, 1924, 1925, 1926, 1927

## Grands noms
- Béla Guttmann (entraîneur)
- Jenő Konrád (entraîneur)
- Rudolf Bürger
- Nicolae Kovacs
- Adalbert Steiner
- Rudolf Steiner
- Emerich Vogl
- Rudolf Wetzer